# Harry Donovan
Henry Harry Donovan (nacido el 10 de septiembre de 1926 en Union City, Nueva Jersey) es un exjugador de baloncesto estadounidense que disputó una temporada en la NBA, además de jugar en la ABL. Con 1,88 metros de estatura, jugaba en la posición de base.

## Trayectoria deportiva

### Universidad
Jugó durante tres temporadas con los Mules del Muhlenberg College, en las que anotó 1.521 puntos, el sexto mejor de la historia de su universidad, además de poseer la segunda mejor anotación en un partido, con 43 puntos logrados ante Newark en su primera temporada en el equipo. Es uno de los dos únicos jugadores de Muhlenberg, junto a Jake Bornheimer, en llegar a jugar en la NBA.

### Profesional
Fue elegido en la vigésima posición del Draft de la BAA de 1949 por New York Knicks, donde jugó una temporada, en la que promedió 5,6 puntos por partido.
Al año siguiente jugó en la ABL, primero con los Allentown Aces, con los que promedió 12,6 puntos por partido, y posteriormente con los Wilkes-Barre Barons, promediando 5,3.

## Estadísticas de su carrera en la NBA

### Temporada regular
| Temporada | Edad | Equipo          | Liga | P  | TIT | MIN | TC  | TCA | %TC  | 3P | 3PA | %3P | TL  | TLA | %TL  | R.OF. | R.DEF. | REB | ASIS | ROB | TAP | PER | FP  | PTS |
| 1949-50   | 23   | New York Knicks | NBA  | 45 |     |     | 2.0 | 6.1 | .327 |    |     |     | 1.6 | 2.4 | .689 |       |        |     | 0.8  |     |     |     | 2.4 | 5.6 |
| Total     |      |                 | NBA  | 45 |     |     | 2.0 | 6.1 | .327 |    |     |     | 1.6 | 2.4 | .689 |       |        |     | 0.8  |     |     |     | 2.4 | 5.6 |

### Playoffs
| Temporada | Edad | Equipo          | Liga | P | MIN | TCA | TC | 3PA | 3P | TLA | TL | R.OF. | REB | ASIS | ROB | TAP | PER | FP | PTS | %TC  | %3P | %FT   | MIN | PTS | REB | AST |
| 1949-50   | 23   | New York Knicks | NBA  | 3 |     | 0   | 4  |     |    | 2   | 2  |       |     | 0    |     |     |     | 4  | 2   | .000 |     | 1.000 |     | 0.7 |     | 0.0 |
| Total     |      |                 | NBA  | 3 |     | 0   | 4  |     |    | 2   | 2  |       |     | 0    |     |     |     | 4  | 2   | .000 |     | 1.000 |     | 0.7 |     | 0.0 |